# Выборы в Волгоградскую областную думу (2019)
Выборы депутатов Волгоградской областной думы шестого созыва состоялись в Волгоградской области в единый день голосования 8 сентября 2019 года одновременно с выборами губернатора Волгоградской области. Партия «Единая Россия» победила как в едином (48,15 %), так и большинстве одномандатных округов (17 из 19) и получила большинство мест (28 из 38), потеряв при этом 4 места. КПРФ получила 5 мест, ЛДПР и «Справедливая Россия» — по 2 места, Партия пенсионеров — 1 место.

## Избирательная система
Депутаты Волгоградской областной думы избираются на 5 лет по смешанной системе (параллельное голосование).
Из 38 депутатов 19 избираются в едином избирательном округе по пропорциональному принципу из партийных списков. Каждая политическая партия должна составить партийный список, состоящий из общей и региональных частей. Общая часть должна включать от 1 до 3 кандидатов. Каждая региональная группа соответствует одному одномандатному округу и должна включать от 2 до 3 кандидатов. Региональных групп должно быть от 10 до 19. Общее число кандидатов в списке не может превышать 60 человек. В список не могут быть включены члены иных политических партий.
Для получения мест партийный список должен преодолеть процентный барьер в 5 %. Если сумма голосов за партии, преодолевшие барьер, составляет менее 50 %, к распределению мандатов поочерёдно допускаются списки, набравшие менее 5 %, пока сумма голосов не превысит 50 %. Если за одну партию отдано более 50 % голосов, а остальные списки набрали менее 5 % голосов, к распределению мандатов допускается партия, которая заняла второе место. Между партиями места распределяются по методу Д’Ондта. Внутри партийных списков мандаты сперва получают кандидаты в общей части, после чего они распределяются между региональными группами по методу Хэйра.
Остальные 19 депутатов избираются в одномандатных округах по системе относительного большинства. Кандидаты выдвигаются партиями или в порядке самовыдвижения.

## Ключевые даты
- 5 июня Волгоградская областная дума назначила выборы на 8 сентября 2019 года (единый день голосования)[2].
- 10 июня постановление о назначении выборов было опубликовано в СМИ.[2]
- 14 июня Избирательная комиссия Волгоградской области утвердила календарный план мероприятий по подготовке и проведению выборов.[2]
- с 11 июня по 6 июля — период выдвижения кандидатов и партийных списков.[2]
  - агитационный период начинается со дня выдвижения и заканчивается и прекращается за одни сутки до дня голосования.[2]
- с 4 по 24 июля — период представления документов для регистрации кандидатов и партийных списков.[2]
  - в течение 10 дней после принятия документов для регистрации — принятие решения о регистрации кандидата или списка либо об отказе в регистрации.[2]
- с 10 августа по 6 сентября — период агитации в СМИ.[2]
- 7 сентября — день тишины.[2]
- 8 сентября — день голосования.

## Участники
Согласно постановлению областной избирательной комиссии, 5 политических партий имели право выставить списки кандидатов без сбора подписей избирателей:
- Единая Россия
- Коммунистическая партия Российской Федерации
- ЛДПР — Либерально-демократическая партия России
- Справедливая Россия
- Партия пенсионеров

### Партийные списки
Для регистрации партиям необходимо было собрать от 9274 до 10 201 подписи (0,5 % от числа избирателей).
| Номер в бюллетене | Партия                                                     | Общая часть списка от 1 до 3 кандидатов                   | Региональных групп | Кандидатов в списке | Статус списка          |
| ----------------- | ---------------------------------------------------------- | --------------------------------------------------------- | ------------------ | ------------------- | ---------------------- |
| 1                 | Российская партия пенсионеров за социальную справедливость | Андрей Широков Евгений Кареликов                          | 13                 | 33                  | зарегистрирован        |
| 2                 | Коммунистическая партия Российской Федерации               | Тамара Головачева                                         | 19                 | 48                  | зарегистрирован        |
| 3                 | «Единая Россия»                                            | Сергей Четвериков Надежда Кулешова Александр Колесниченко | 19                 | 58                  | зарегистрирован        |
| 4                 | ЛДПР — Либерально-демократическая партия России            | Владимир Жириновский Алексей Логинов                      | 19                 | 57                  | зарегистрирован        |
| 5                 | «Справедливая Россия»                                      | Дмитрий Калашников Самвел Аветисян Юрий Бабичев           | 19                 | 54                  | зарегистрирован        |
|                   |                                                            |                                                           |                    |                     |                        |
|                   | Коммунистическая партия Коммунисты России                  | Максим Сурайкин Владимир Корецкий Руслан Хугаев           | 19                 | 60                  | отказано в регистрации |
| 1. 2.             |                                                            |                                                           |                    |                     |                        |

### Кандидаты по одномандатным округам
По 19 одномандатным округам кандидаты могли выдвигаться как от партии, так и путём самовыдвижения. Кандидатам необходимо собрать 3 % подписей от числа избирателей соответствующего одномандатного округа.
| Партия | Партия                                                     | Кандидатов | Кандидатов       |
| Партия | Партия                                                     | Выдвинуто  | Зарегистрировано |
| ------ | ---------------------------------------------------------- | ---------- | ---------------- |
|        | Коммунистическая партия Российской Федерации               | 19         | 19               |
|        | «Единая Россия»                                            | 19         | 18               |
|        | ЛДПР — Либерально-демократическая партия России            | 19         | 17               |
|        | «Яблоко»                                                   | 1          | 0                |
|        | Российская партия пенсионеров за социальную справедливость | 19         | 17               |
|        | «Справедливая Россия»                                      | 19         | 17               |
|        | Самовыдвижение                                             | 15         | 1                |
| Всего  | Всего                                                      | 111        | 89               |

## Опросы
| Дата | Опрос проводил | ЕР            | КПРФ  | ЛДПР | СР   | Яблоко | Родина | КПКР | Другая партия | Не опреде- лились | Испортят бюлле- тень | Не пойдут | Другое |     |     |     |      |     |     |     |
| ---- | -------------- | ------------- | ----- | ---- | ---- | ------ | ------ | ---- | ------------- | ----------------- | -------------------- | --------- | ------ | --- | --- | --- | ---- | --- | --- | --- |
| Дата | Опрос проводил | 26—29.03.2019 | ЦИПКР | 27 % | 17 % | 14 %   | 3,3 %  | 3 %  | Другая партия | Не опреде- лились | Испортят бюлле- тень | Не пойдут | Другое | 2 % | 1 % | 8 % | 14 % | 3 % | 3 % | 5 % |

## Результаты
| Партия                           | Партия                           | по единому округу | по единому округу | по единому округу | по единому округу | по единому округу | по одно- мандатным округам | по одно- мандатным округам | всего | всего | всего   | всего    |
| Партия                           | Партия                           | Голосов           | %                 | +/-               | Мест              | +/-               | Мест                       | +/-                        | Мест  | +/-   | %       | +/-      |
| -------------------------------- | -------------------------------- | ----------------- | ----------------- | ----------------- | ----------------- | ----------------- | -------------------------- | -------------------------- | ----- | ----- | ------- | -------- |
|                                  | «Единая Россия»                  | 365 301           | 48,15 %           | ▼11,94 %          | 11                | ▼4                | 17                         | ▬0                         | 28    | ▼4    | 73,68 % | ▼10,53 % |
|                                  | КПРФ                             | 147 939           | 19,50 %           | ▲5,16 %           | 4                 | ▲2                | 1                          | ▬0                         | 5     | ▲2    | 13,16 % | ▲5,26 %  |
|                                  | ЛДПР                             | 112 662           | 14,85 %           | ▲6,69 %           | 2                 | ▲1                | 0                          | ▬0                         | 2     | ▲1    | 5,26 %  | ▲2,63 %  |
|                                  | «Справедливая Россия»            | 64 053            | 8,44 %            | ▲3,23 %           | 1                 | ▬0                | 1                          | ▬0                         | 2     | ▬0    | 5,26 %  | ▬0 %     |
|                                  | Партия пенсионеров               | 48 074            | 6,34 %            | —                 | 1                 | —                 | 0                          | —                          | 1     | —     | 2,63 %  | —        |
|                                  |                                  |                   |                   |                   |                   |                   |                            |                            |       |       |         |          |
|                                  | Самовыдвижение                   |                   |                   |                   |                   |                   | 0                          | ▬0                         | 0     | ▬0    | 0 %     | ▬0 %     |
|                                  |                                  |                   |                   |                   |                   |                   |                            |                            |       |       |         |          |
| Действительные бюллетени         | Действительные бюллетени         | 738 029           | 97,28 %           | ▲0,82 %           |                   |                   |                            |                            |       |       |         |          |
| Недействительные бюллетени       | Недействительные бюллетени       | 20 655            | 2,72 %            | ▼0,82 %           |                   |                   |                            |                            |       |       |         |          |
| Всего                            | Всего                            | 758 684           | 100 %             | —                 | 19                | ▬0                | 19                         | ▬0                         | 38    | ▬0    | 100 %   | —        |
|                                  |                                  |                   |                   |                   |                   |                   |                            |                            |       |       |         |          |
| Бюллетени, выданные на участках  | Бюллетени, выданные на участках  | 678 359           | 89,29 %           | ▼0,81 %           |                   |                   |                            |                            |       |       |         |          |
| Бюллетени, выданные вне участков | Бюллетени, выданные вне участков | 81 354            | 10,71 %           | ▲0,81 %           |                   |                   |                            |                            |       |       |         |          |
|                                  |                                  |                   |                   |                   |                   |                   |                            |                            |       |       |         |          |
| Явка                             | Явка                             | 759 713           | 41,22 %           | ▲4,60 %           |                   |                   |                            |                            |       |       |         |          |
| Число избирателей                | Число избирателей                | 1 843 098         | 100 %             |                   |                   |                   |                            |                            |       |       |         |          |

## Формирование
30 сентября 2019 года состоялось первое заседание Волгоградской областной думы VI созыва. Было сформировано 4 фракции: «Единая Россия» (28 депутатов), КПРФ (5 депутатов), ЛДПР (2 депутата) и «Справедливая Россия» (2 депутата). Председателем областной думы избран Александр Блошкин («Единая Россия»). Первым заместителем председателя избран Сергей Булгаков («Единая Россия»), заместителями председателя — Тамара Головачева (КПРФ), Дмитрий Калашников («Справедливая Россия») и Алексей Логинов (ЛДПР). 8 октября полномочиями члена Совета Федерации — представителя от Волгоградской областной думы наделён Сергей Горняков («Единая Россия»). 
| Фракции | Фракции             | Членов | Руководитель       |
| ------- | ------------------- | ------ | ------------------ |
|         | Единая Россия       | 28     | Михаил Струк       |
|         | КПРФ                | 5      | Тамара Головачева  |
|         | ЛДПР                | 2      | Алексей Логинов    |
|         | Справедливая Россия | 2      | Дмитрий Калашников |
|         |                     |        |                    |
|         | Вне фракций         | 1      | —                  |